# Fernando Lugo
Fernando Armindo Lugo Méndez (San Pedro del Paraná (Itapúa), 30 mei 1951) was een katholiek bisschop en was president van Paraguay van 2008 tot 2012.

## Achtergrond en opleiding
Lugo stamt uit een eenvoudige familie. Zijn oom, Epifanio Méndez Fleitas, was een fel tegenstander van dictator Stroessner. Op 19-jarige leeftijd besloot Lugo zich te wijden aan een geestelijk leven. Op 1 maart 1970 werd hij als novice opgenomen in een klooster van de Gemeenschap van het Goddelijk Woord (Misioneros del Verbo Divino). Daarnaast studeerde hij aan de Universidad Católica Nuestra Señora de la Asunción in hoofdstad van Paraguay. Hij verwierf een baccalaureus-diploma in de theologie.

## Bisschop
Op 15 augustus 1977 werd Lugo tot priester gewijd. Hij werd als missionaris naar Ecuador gezonden waar hij werkte in de provincie Bolívar. Lugo werkte nauw samen met Leonidas Proaño (1910-1988), de "bisschop van de armen". Proaño was een van de voornaamste bevrijdingstheologen van Ecuador. Vanwege zijn verzet tegen Stroessner kon Lugo niet naar Paraguay terugkeren en vertrok hij in 1983 naar Rome waar hij sociologie en theologie studeerde aan de Pauselijke Universiteit Gregoriana. Na zijn terugkeer in Paraguay werd hij op 17 april 1994 bisschop van San Pedro, de armste regio van Paraguay.

## Politieke carrière
Toen president Nicanor Duarte in 2005 bekendmaakte dat hij van plan was de grondwet te wijzigen om een herverkiezing als president mogelijk te maken, sloot Lugo zich aan bij een protestbeweging. Lugo meende dat hij als politicus veel zou kunnen betekenen voor de (arme) bevolking van Paraguay. In 2005 trad hij om gezondheidsredenen als ordinarius van het bisdom San Pedro terug. In 2006 verzocht hij de Heilige Stoel om hem uit zijn priesterambt te ontzetten. De Congregatie voor de Bisschoppen benadrukte dat een priester, conform zijn gelofte, niet uit zijn ambt kan worden ontzet en herinnerde hem eraan dat hij zijn taken als priester en bisschop moest blijven uitoefenen. Toen Lugo geenszins van plan was zijn politieke activiteiten te staken, werd hij van zijn pastorale taken ontheven. In zijn kerstpreek van 2006 maakte hij bekend dat hij zich kandidaat zou stellen voor het presidentschap, iets wat met instemming werd begroet door de arme bevolking, die na jaren van onderdrukking eindelijk een leider had die voor haar opkwam. Lugo, die een landhervorming beloofde, ontving verscheidene doodsbedreigingen. De regering besloot hierop de bisschop te beveiligen.
Op 30 oktober 2007 meldde de Paraguaanse krant ABC Color dat Lugo zich namens de Christendemocratische Partij van Paraguay (Partido Demócrata Cristiano), een centristische partij die zich baseert op de katholieke sociale leer, had genomineerd voor de presidentsverkiezingen. Lugo bundelde een groot aantal oppositiepartijen in een alliantie onder de naam Patriottische Alliantie voor Verandering (Alianza Patriótica por el Cambio). Frederico Franco, de voorman van de gematigd rechtse Authentieke Radicale Liberale Partij (Partido Liberal Radical Auténtico) werd Lugo's kandidaat voor het vicepresidentschap.
Nieuwe problemen ontstonden er voor Lugo toen hij niet uit zijn priesterambt kon worden ontzet, maar slechts van zijn pastorale taken kon worden ontheven. Volgens artikel 235 van de grondwet van Paraguay mag een geestelijke geen politiek ambt bekleden. President Duarte verklaarde echter in zijn hoedanigheid van voorzitter van de Nationaal Republikeinse Partij (d.i. de Colorado Partij) dat zijn partij geen pogingen zou ondernemen om Lugo's kandidatuur te blokkeren.

## President
Bij de presidentsverkiezingen van 20 april 2008 verkreeg Fernando Lugo 40,8% van de stemmen, terwijl zijn voornaamste tegenstander, Blanca Ovelar van de Colorado Partij 30,8% van de stemmen ontving. Lugo werd de tweede linkse president in de geschiedenis van Paraguay. De inauguratie van Fernando Lugo vond plaats op 15 augustus 2008.
Tijdens zijn presidentschap kwamen verschillende onthullingen naar boven over kinderen die hij zou hebben gehad toen hij nog als priester en bisschop zijn dienstwerk verrichtte.  Medio april 2009 gaf Lugo toe vader te zijn van een kind dat hij verwekt had toen hij nog bisschop was. Een rechtszaak over het vaderschap dreigde hem politiek te schaden.
Lugo maakte door de interne verdeeldheid in zijn coalitie geen haast met de beloofde landhervormingen, waardoor hij aan populariteit inboette. Een eigenmachtige bezetting van landbouwgrond van een rijke grootgrondbezitter van de Coloradopartij leidde tot een  schietpartij waarbij minstens 17 doden vielen. De Kamer van Afgevaardigden greep dit aan voor een afzettingsprocedure, die vervolgens werd goedgekeurd door de Senaat. De Liberalen (Blanco's) uit Lugo's coalitie steunden hierbij de Coloradopartij. Op 23 juni 2012 werd Lugo door het parlement van Paraguay afgezet. Vicepresident Federico Franco werd beëdigd als zijn opvolger voor het resterende deel van de ambtstermijn, die in augustus 2013 afloopt.

## Politieke standpunten

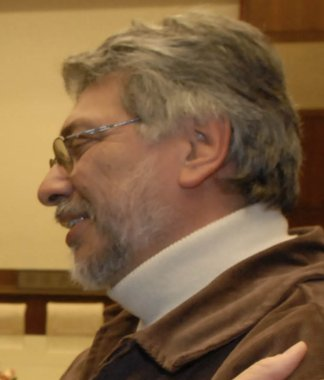
Fernando Lugo

Fernando Lugo is sterk beïnvloed door de bevrijdingstheologie. Tot op zekere hoogte is hij een bewonderaar van de Venezolaanse president Hugo Chávez; hij is echter wel gekant tegen diens populisme. Lugo heeft ook sympathie voor de Boliviaanse president Evo Morales en het socialisme. Lugo heeft echter aangegeven noch links, noch rechts te zijn, maar staat volgens eigen zeggen in "het politieke midden". Zo is hij een fel verdediger van het privébezit. Belangrijkste punt in zijn campagne was een landhervorming en de vrijgekomen grond te verdelen onder arme, landloze boeren. Lugo verzet zich sterk tegen Brazilië; veel grootgrondbezitters in Paraguay zijn van Braziliaanse afkomst (brasiguayos) die nog niet zo lang geleden grond hadden opgekocht van arme Paraguaanse boeren. Lugo kondigde onderhandelingen aan met buurland Brazilië voor een nieuw elektriciteitsopwekkingsverdrag omtrent de Itaipúdam. Volgens Lugo heeft Paraguay recht op meer van de opbrengsten van de waterkrachtcentrale.

## Uitspraken
- "Jullie hebben besloten dat Paraguay vrij moet zijn. We hebben geschiedenis geschreven met deze verkiezingen." - Na de bekendmaking van de verkiezingsoverwinning op 20 april 2008
- "Chávez is een militair, ik ben een geestelijke. Evo (Morales) is een Indiaan, ik niet. Correa is een intellectueel, ik niet." - Interview met de New York Times op 17 april 2008
- "Religieuze woorden doordrenken mijn toespraken, ... mijn manier om politiek te bedrijven."